# Щербатых, Александр Иванович
Александр Иванович Щербатых (род. 4 июня 1936 года) — советский и российский военный деятель и педагог, кандидат военных наук, генерал-майор. Начальник Пермского высшего военного командно-инженерного училища ракетных войск имени В. И. Чуйкова (1985—1993).

## Биография
Родился 4 июня 1938 года в Ростове на Дону
С 1955 по 1960 год обучался в Киевском высшем военно-инженерном училище ВВС, которое окончил с отличием. С 1960 года служил в составе Ракетных войск стратегического назначения СССР на различных инженерных и командных должностях: с 1960 по 1970 год — помощник начальника службы ракетного вооружения артиллерийского полка, заместитель командира и командир ракетной батареи, заместитель командира и командир ракетного дивизиона.
С 1970 по 1973 год обучался на командном факультете Военной академии имени Ф. Э. Дзержинского, которое окончил с золотой медалью. С 1973 по 1978 год служил на различных командно-штабных должностях, в том числе — начальником штаба и командиром ракетного полка. С 1978 по 1980 год — заместитель командира ракетной дивизии и с 1980 по 1985 год — командир 36-й гвардейской ракетной дивизии в составе 27-й гвардейской ракетной армии, в частях  дивизии под руководством А. И. Щербатых состояли пусковые ракетные установки с баллистическими ракетами средней дальности «Р-16» и межконтинентальными баллистическими ракетами шахтного базирования «УР-100К».
С 1985 по 1993 год — начальник Пермского высшего военного командно-инженерного Краснознамённого училища ракетных войск имени В. И. Чуйкова.
В 1992 году защитил диссертацию на соискание учёной степени кандидат военных наук и ему было присвоено учёное звание доцент. С 1993 года после увольнения из рядов Вооружённых сил Российской Федерации продолжил заниматься научно-педагогической работой в Пермском военном институте ракетных войск, а с 2003 года в Пермском филиале Российского государственного торгово-экономического университета в качестве преподавателя и доцента. 

## Награды
- Орден «За службу Родине в Вооружённых Силах СССР» II и III степени
- Медаль «За боевые заслуги»[1]